# Pleurocerina vespiformis
Pleurocerina vespiformis är en tvåvingeart som beskrevs av Schneider 2010. Pleurocerina vespiformis ingår i släktet Pleurocerina och familjen stekelflugor. Inga underarter finns listade i Catalogue of Life.